# Paques
Paques (Pakhēs), general ateniense, morto em 427 a.C.
Em 428 a.C., Paques foi enviado, pelo governo de Atenas, à ilha de Lesbos, para sufocar uma rebelião em Mitilene. Ele cercou a cidade e, no ano seguinte, conseguiu sua rendição. Mas, ao voltar a Atenas, foi acusado de ter desonrado duas jovens aristocratas de Lesbos, e suicidou-se publicamente.